# Phalascusa vassei
Phalascusa vassei is een insect uit de familie van de vlinderhaften (Ascalaphidae), die tot de orde netvleugeligen (Neuroptera) behoort. 
Phalascusa vassei is voor het eerst wetenschappelijk beschreven door Van der Weele in 1909.